# Mathikere, Gubbi
Mathikere là một làng thuộc tehsil Gubbi, huyện Tumkur, bang Karnataka, Ấn Độ.